# 大洲藩
大洲藩（日语：／ Ōzu han */?）為日本古代伊予國大洲（現愛媛縣 大洲市）為中心，統治區域由南伊予東北至中伊予西部伊予郡的藩。藩廳為大洲城，支藩為新谷藩。

## 歷史
江戶時代初期大洲為藤堂高虎領地，作為大洲城主的是藤堂高虎養子（丹羽長秀之子）藤堂高吉。1608年藤堂高虎轉封至伊勢國津藩。
同年9月，脇坂安治由淡路國洲本藩以5万3千石入封，大洲藩從此立藩。2代脇坂安元於1617年轉封信濃國信濃飯田藩。
同年加藤貞泰由伯耆國米子藩以6万石入封大洲藩。1623年加藤貞泰未留下遺書便忽然死去，嫡長子加藤泰興得到將軍家的承認，而此時其弟加藤直泰則得到1萬石領地的承諾而成立新谷藩。此項騷動在本藩持續到1639年才結束。
受到加藤氏好學風氣的影響，本藩也養成好學、自我精進的藩風，早期亦出現儒學者中江藤樹。
大洲藩勤王風氣相當鼎盛，幕末時藩內相當早就統一勤王的論調。作為勤王藩在全國相當有名，1868年鳥羽伏見之戰雖為小藩仍相當活躍。
1871年廢藩置縣改編為大洲縣，之後經由宇和島縣、神山縣而編入愛媛縣。
1884年加藤家以子爵之位列入華族。

### 代管與換地
1634年 蒲生忠知忽然去世，沒有嫡長子的伊予松山藩其城便由大洲城主加藤泰興代管。此時泰興向老中提出將松山藩領伊予郡、浮穴郡37個村（約1万3千石）與大洲藩領風早郡、桑村郡57個村交換的請求。
1635年請求被許可，1636年由上灘村宮内兄弟（九右衛門、清兵衛）負責開發，由灘屋命名為灘町（舊伊予郡郡中町的前身，現在的伊予市中心）

## 歷代藩主

### 脇坂家
外樣大名　5萬3千石　（1608年～1617年）
1. 脇坂安治〔從五位下、中務少輔〕
2. 脇坂安元〔從五位下、淡路守〕

### 加藤家
外樣大名　6萬石　（1617年～1871年）
1. 加藤貞泰〔從五位下、左衛門尉〕
2. 加藤泰興〔從五位下、出羽守〕
3. 加藤泰恒〔從五位下、遠江守〕
4. 加藤泰統〔從五位下、出羽守〕
5. 加藤泰溫〔從五位下、遠江守〕
6. 加藤泰衑〔從五位下、出羽守〕
7. 加藤泰武〔從五位下、遠江守〕
8. 加藤泰行〔從五位下、出羽守〕
9. 加藤泰候〔從五位下、遠江守〕
10. 加藤泰濟〔從五位下、遠江守〕
11. 加藤泰幹〔從五位下、遠江守〕
12. 加藤泰祉〔從五位下、出羽守〕
13. 加藤泰秋〔從五位下、遠江守〕

## 支藩
- 新谷藩

新谷藩（日文：にいやはん）為大洲藩之藩，藩廳位於新谷（大洲市内）新谷陣屋。
1623年大洲藩2代藩主加藤泰興之弟加藤直泰由幕府得到1萬石領地的承諾而成立新谷藩。1639年才結束與哥哥的紛爭。1642年完成新谷陣屋，這是全國唯一由本來僅為陪臣而受到幕府認可為大名者。
1632年中江藤樹因為不想轉換任地至本藩，以孝養母親的名義脫藩回近江國。
江戶時代後期開始因為肱川氾濫與火災頻繁導致本藩財政困窘，還曾經由大洲藩代行藩政。明治初期本藩實際僅9,693石，低於表高的1万石。
1871年廢藩置縣改名新谷縣。之後經由宇和島縣、神山縣而編入愛媛縣。
1884年加藤家以子爵之位列名華族。
新谷陣屋現存的麟鳳閣是愛媛縣指定文化財，另外新谷陣屋與大阪城內有全國最後兩個還存在的藏金處。

### 歷代藩主
- 加藤家

外樣大名　1萬石　（1623年～1871年）
1. 加藤直泰〔從五位下、織部正〕
2. 加藤泰觚〔從五位下、出雲守〕
3. 加藤泰貫〔從五位下、大藏少輔〕
4. 加藤泰廣〔從五位下、織部正〕
5. 加藤泰宦〔從五位下、近江守〕
6. 加藤泰賢〔從五位下、出雲守〕
7. 加藤泰儔〔從五位下、山城守、長門守〕
8. 加藤泰理〔從五位下、大藏少輔〕
9. 加藤泰令〔從五位下、山城守、出雲守〕